# 1989.
◄ | 19. stoljeće | 20. stoljeće | 21. stoljeće | ►
◄ | 1950-ih | 1960-ih | 1970-ih | 1980-ih | 1990-ih | 2000-ih | 2010-ih | ►
◄◄ | ◄ | 1986. | 1987. | 1988. | 1989. | 1990. | 1991. | 1992. | ► | ►►
Arhitektura • Astronautika • Astronomija • Biologija • Film • Fotografija • Glazba • Kazalište • Kemija • Kiparstvo • Knjige • Književnost • Kršćanstvo • Meteorologija • Medicina • Planinarstvo • Politika • Pravo • Promet • Slikarstvo • Strip • Šport • Televizija • Znanost • Zrakoplovstvo • Željeznički promet
1989. (rim. MCMLXXXIX), bila je 88. godina 20. stoljeća. Obilježile su je društveno-političke promjene vezane uz pad komunizma i svršetak Hladnoga rata.

## Događaji
- 2. veljače – Posljednje sovjetske trupe napustile Kabul – završena devetogodišnja sovjetska vojna intervencija/okupacija Afganistana.
- 20. veljače – Na Kosovu otpočeo opći štrajk albanskih rudara u rudniku Trepča. Razlog – najavljene ustavne i političke promjene koje su trebale Kosovu ukinuti tadašnju široku autonomiju.
- 27. veljače – Slovensko rukovodstvo, na čelu s Milanom Kučanom, pružilo potporu albanskim rudarima.
- 28. veljače
  - Pred gotovo milijun ljudi, na mitingu u Beogradu, Slobodan Milošević najavio uhićenje albanskih dužnosnika i slamanje prosvjeda rudara u Trepči.
  - U prostorijama Društva književnika Hrvatske održan prvi javni istup inicijativnog odbora HDZ-a.[1] Desetorica istupnika bili su Franjo Tuđman, Dubravko Horvatić, Neven Jurica, Drago Stipac, Ante Korljan, Vladimir Šeks, Dalibor Brozović, Stjepan Šešelj, Ivan Gabelica i Hrvoje Hitrec.[2]
- 3. ožujka – Predsjedništvo SFRJ zavodi izvanredno stanje na Kosovu. Tenkovi JNA, zajedno sa srpskom policijom, ugušile albanski otpor.
- 28. ožujka – Skupština Srbije usvojila amandmane na srbijanski Ustav, kojima su Vojvodini i Kosovu znatno smanjena prava i ovlasti.
- 6. svibnja – Hrvatski pop sastav Riva pobijedio na Pjesmi Eurovizije održanoj u švicarskoj Lausanni.
- 8. svibnja – Slobodan Milošević izabran za predsjednika Predsjedništva Srbije.
- 20. svibnja – Osnovana Hrvatska socijalno-liberalna stranka, prva politička stranka u Republici Hrvatskoj.
- 28. lipnja – Na Kosovu Polju održana je središnja proslava 600 godina od Kosovske bitke. Proslavi nazočilo više od milijun ljudi, a srbijanski predsjednik Slobodan Milošević održao velikosrpski i ratnički govor.
- 28. rujna – Slovenija usvaja amandmane na Ustav, kojima proglašava da su republički zakoni važniji od saveznih.
- 17. listopada – Hrvatski rock-sastav Prljavo kazalište održao je koncert u središtu Zagreba pred 200 000 ljudi, što je bio predznak raspada SFRJ.
- 9. studenoga – Srušen Berlinski zid.
- 20. prosinca – SAD počinje manje od 60-dnevnu invaziju Paname, da ruši diktatora Norijegu.
- 25. prosinca – Rumunjski predsjednik Nicolae Ceauşescu zajedno sa suprugom strijeljan, čime je okončana vladavina komunizma u toj zemlji.
- 29. prosinca – U Čehoslovačkoj je dramatičar i zastupnik pokreta za ravnopravnost građana Vaclav Havel postao predsjednik države.

## Rođenja

### Siječanj – ožujak
- 9. siječnja – Nina Dobrev, bugarsko-kanadska glumica
- 20. siječnja – Maja Jurić, bosanskohercegovačka glumica
- 25. siječnja – Henri Belle, kamerunski nogometaš
- 29. siječnja – Goran Milović, hrvatski nogometaš
- 2. veljače – Ivan Perišić, hrvatski nogometaš
- 2. veljače – Jakub Sylvestr, slovački nogometaš
- 21. veljače – Corbin Bleu, američki glumac
- 13. ožujka – Marko Marin, njemački nogometaš
- 16. ožujka – Blake Griffin, američki košarkaš
- 19. ožujka – Anton Yelchin, američki glumac (†2016.)
- 21. ožujka – Jordi Alba, španjolski nogometaš
- 30. ožujka – Tamara Dragičević, srpska glumica

### Travanj – lipanj
- 16. travnja – Damir Kreilach, hrvatski nogometaš
- 18. travnja – Bojan Bogdanović, hrvatski košarkaš
- 19. travnja – Marko Arnautović, austrijski nogometaš
- 4. svibnja – Mario Maloča, hrvatski nogometaš
- 5. svibnja – Chris Brown, američki pjevač
- 10. svibnja – Hrvoje Milić, hrvatski nogometaš
- 18. lipnja – Ksenija Mišina, ukrajinska glumica

### Srpanj – rujan
- 5. srpnja – Dejan Lovren, hrvatski nogometaš
- 15. srpnja – Tristan Wilds, američki glumac
- 23. srpnja – Daniel Radcliffe, britanski glumac
- 31. srpnja – Loujain al-Hathloul, saudijska aktivistica
- 5. kolovoza – Grégory Sertic, francuski nogometaš
- 10. kolovoza – Nika Antolos, hrvatska pjevačica
- 15. kolovoza – Belinda Peregrín, meksička glumica i pjevačica
- 17. kolovoza – Alexandru Mățel, rumunjski nogometaš
- 21. kolovoza – Hayden Panettiere, američka glumica
- 2. rujna – Alexandre Pato, brazilski nogometaš
- 5. rujna – Asley González, kubanski judaš
- 9. rujna – Gylfi Sigurðsson, islandski nogometaš
- 22. rujna – Amar Hodžić, bosanskohercegovački reper i pjevač poznat kao Buba Corelli
- 24. rujna – Kreayshawn, američka reperica
- 29. rujna – Jevhen Konopljanka, ukrajinski nogometaš

### Listopad – prosinac
- 5. listopada – Travis Kelce, američki igrač američkog nogometa
- 11. listopada – Zoran Nižić, hrvatski nogometaš
- 15. listopada – Alen Pamić, hrvatski nogometaš († 2013.)
- 24. listopada – Shenae Grimes, kanadska glumica
- 25. listopada – Marko Škugor, hrvatski pjevač
- 7. studenog – Mikela Ristoski, hrvatska paraolimpijka
- 11. studenog – Mario Gavranović, švicarski nogometaš
- 14. studenog – Vlad Chiricheș, rumunjski nogometaš
- 19. studenog – Tyga, američki hip-hoper
- 7. prosinca – Ivan Tomečak, hrvatski nogometaš
- 13. prosinca – Taylor Swift, američka country-pop pjevačica, spisateljica tekstova i glumica
- 18. prosinca – Timofej Žukovski, hrvatski odbojkaš

## Smrti

### Siječanj – ožujak
- 4. siječnja – Franka Bačić, hrvatska glumica (* 1914.)
- 23. siječnja – Salvador Dali, španjolski slikar (* 1904.)
- 6. veljače – Barbara W. Tuchman, američka povjesničarka (* 1912.)
- 12. veljače – Thomas Bernhard, austrijski književnik (* 1931.)

### Travanj – lipanj
- 12. travnja – Sugar Ray Robinson, američki boksač (* 1921.)
- 15. travnja – Ante Kaštelančić, hrvatski slikar (* 1911.)
- 24. travnja – Dinko Štambak, hrvatski književnik (* 1912.)
- 1. svibnja – Antonio Janigro, talijanski violončelist (* 1918.)
- 20. svibnja –  John Hicks, britanski ekonomist i nobelovac (* 1904.)
- 29. svibnja – Ratko Buljan, hrvatski glumac (* 1943.)
- 30. svibnja – Zinka Kunc, hrvatska operna pjevačica (* 1906.)

### Srpanj – rujan
- 11. srpnja – Laurence Olivier, britanski glumac, režiser i producent (* 1907.)
- 12. srpnja – Božena Kraljeva, hrvatska glumica (* 1904.)
- 12. kolovoza – William Bradford Shockley, američki fizičar i izumitelj (* 1910.)
- 30. rujna – Oskar Davičo, srpski književnik (* 1909.)

### Listopad – prosinac
- 4. listopada – Lavoslav Horvat, hrvatski arhitekt (* 1901.)
- 6. listopada – Bette Davis, američka glumica (* 1908.)
- 13. listopada – Merab Kostava, gruzijski disident, glazbenik i pjesnik  (* 1939.)
- 15. listopada – Danilo Kiš, srpski književnik (* 1935.)
- 5. studenog – Vladimir Horowitz, američki pijanist ruskog porijekla (* 1903.)
- 17. studenog – Tom Starcevich, australski vojnik hrv. podrijetla (* 1918.)
- 23. studenog – Sabrija Biser, hrvatski glumac (* 1930.)
- 22. prosinca – Samuel Beckett, dramatičar i romanopisac irskog podrijetla (* 1906.)

## Nobelova nagrada za 1989. godinu
- Fizika: Wolfgang Paul, Hans Georg Dehmelt i Norman Foster Ramsey
- Kemija: Sidney Altman i Thomas Robert Cech
- Fiziologija i medicina: J. Michael Bishop i Harold E. Varmus
- Književnost: Camilo José Cela
- Mir: Dalaj Lama – Tenzin Gyatso
- Ekonomija: Trygve Haavelmo

## Vanjske poveznice
|  | Zajednički poslužitelj ima još gradiva o temi 1989. |